# (5023) Agapenor
(5023) Agapenor – planetoida z grupy trojańczyków okrążająca Słońce w ciągu 11 lat i 326 dni w średniej odległości 5,21 j.a. Została odkryta 11 października 1985 roku przez Carolyn Shoemaker. Przed nadaniem nazwy planetoida nosiła oznaczenie tymczasowe (5023) 1985 TG3.